# Goros Número Dos
Goros Número Dos är en ort i Mexiko.   Den ligger i kommunen Ahome och delstaten Sinaloa, i den västra delen av landet, 1 200 km nordväst om huvudstaden Mexico City. Goros Número Dos ligger 21 meter över havet och antalet invånare är 1 453.
Terrängen runt Goros Número Dos är mycket platt. Runt Goros Número Dos är det ganska tätbefolkat, med 80 invånare per kvadratkilometer. Närmaste större samhälle är Los Mochis, 10,4 km söder om Goros Número Dos. Trakten runt Goros Número Dos består till största delen av jordbruksmark.